# Abashiri (Giappone)
Abashiri (網走市?, Abashiri-shi) è una piccola città del Giappone, ubicata nel nord-est dell'isola di Hokkaidō, sulla riva occidentale della baia omonima. Fa parte della giurisdizione dell'ufficio sottoprefettizio generale di Okhotsk, equiparabile a quella di una sottoprefettura.

## Storia
- Marzo 1872, viene istituito il villaggio di Abashiri (アバシリ村), come parte dell'omonimo distretto nella provincia di Kitami.
- 1875 Al villaggio di Abashiri viene assegnato il kanji 網走村. In questo periodo, noto come Meiji, nel comune esisteva una prigione in cui venivano rinchiusi soprattutto prigionieri politici, attualmente trasformata in museo.
- 1902 Il villaggio di Abashiri si fonde con i comuni di Kitami, Isani, e Nikuribake per formare la cittadina di Abashiri.
- 1915 Vengono inglobati i villaggi di Notoro e Mokoto.
- 1947 La cittadina di Abashiri acquisisce lo status di città

## Economia
Ha un importante porto peschereccio e commerciale, spesso bloccato dai ghiacci. Abashiri è anche sede di un attivo mercato agricolo e di bestiame, nonché di alcune industrie alimentari. In Hokkaido vi è l'azienda Abashiri che produce diversi tipi di birre, tra le quali la Bilk, nella quale viene mischiato un 30% di latte.